# そこぬけRPG
『そこぬけRPG』（そこぬけアールピージー）は、佐藤両々によるゲーム会社を舞台にした日本の4コマ漫画作品。『まんがタイムオリジナル』（芳文社）2005年10月号から2012年10月号まで、平行して『まんがタイム』（同）にも2008年1月号から2009年1月号まで連載された。

## あらすじ
新社会人、京橋久太郎はゲーム好きが高じてゲーム会社「（株）エクスチェンジャー」に入社する。夢はゲームクリエイター……だが入社早々広報部に配属され、しかもいきなりラスボスに遭遇!!夢ある青年の明日はどっちだ!?

## 主な登場人物
特記のない限り、年齢・勤続年数・所属部署は1巻若しくは初登場時点のものである。

### 広報部
ソフトの広告やイベントの運営、会報誌「エクエク」の編集を行っている。
京橋久太郎（きょうばし きゅうたろう）
本編の主人公。24歳。身長174cm。K大学「医学部」卒。購入するゲームは月平均8本。
持っていないハードはほとんどないというくらいゲーム好きの新社会人。学生時代はゲーム関連のイラスト投稿の常連で、エクスチェンジャーの会報誌「エクエク」にも「QTR」（後に「キューティー☆R」）というペンネームで投稿していた過去あり。夢はゲームクリエイターとして、マニアも納得の硬派シューティングゲームを作ることで、医師になってもらいたい親の反対を振り切ってエクスチェンジャーに入社。当然開発部を志望していたが、鷹丸の陰謀により広報部に配属される。配属されて即、新人のユニフォームと騙され、背中に社名と「下僕」の刺繍入りのラメピンクの全身タイツの着用を鷹丸に命ぜられ、通勤・外回り・買い出し中含め、常時その格好を半ば強制される。さらに、エクエク等に自分の記事を載せる際に使うペンネームを「下僕の久太郎」を略した「ゲボキュー」とされ、以後社内の人間には外でももっぱら「ゲボキュー」「ゲボ」「（広報の）タイツ」などと呼ばれるようになり、たまに本名を名乗ったり普段着で会うと、誰か判ってもらえなかったり別人と思われたりする。ついには自分でも、本名で呼ばれると一瞬自分のことだと気付くのが遅れるようになってしまった。
会社近くに部屋を借りたため、先輩や同期が押しかけることがある。なお入社以降、年末年始を含め一度も実家に帰省できていない。
仁郷の話によれば、鷹丸は気に入った新人にタイツを着せるらしい。入社6年目に新入社員の橘が広報部に配属されても、京橋がタイツを卒業することはなかった。
6年目の年末近くに小鳥遊から開発へと誘われ、1年悩んだ結果開発に転属。一旦タイツは卒業するものの、すぐに社長命令によりタイツへと戻されてしまった。開発転属後は広報と開発の橋渡し役という名の体の良い使い走りを主に行っている。小鳥遊曰く、「次のラインのD」になる予定。ただし、“Director”のDではなく“Dog”のDとのこと。
寅屋と藤崎の結婚を機に鷹丸との関係を悩む。鷹丸にアプローチを仕掛けるも受け流され、結果が見出だせないまま開発へと転属するが、手伝いとして駆りだされたTGEにて社長にノセられ、満員のお客さんの前で女装のままプロポーズしてしまう。
作品内で「弟がいる」と話している。同作者の描く『天使のお仕事』という作品に「京橋應二郎（おうじろう）」という若手医師が登場し、「兄の結婚式が直前で流れたのでキャンセル料を負担せずに済むよう、婚約者である看護師（当該作品の主人公）との挙式を兄夫婦の代わりに行なう」というくだりがあるが、6巻巻末の最終回後を描いた双六に結婚式どころではないため式場を婚約者のいる弟に譲るというくだりを描いたマスがある。
鷹丸花苗（たかまる かな）※一話のみ「香苗」
広報部の女王様。Fカップのダイナマイトボディ。京橋を広報部に引き抜いた張本人。愛称「カナさん」。ペンネーム「かなぴょん」。自由奔放、傍若無人で社長にすら臆することはないほど。仕事は早く的確。
自称26歳で外見は若いが、水戸と同期で実年齢38歳。スーパーファミコン全盛期には既にエクスチェンジャーに入社していたようである。なお、自称26歳は連載が進行してもそのままであり、連載3年目にして京橋に「年齢が追いついちゃいました」と言われる。連載6年目に新人の橘から「母親が40歳」と言われた時にはショックで倒れてしまった。独身。非ゲーマー。
普段は仕事中とは思えないような様々な服を着ており、たまにスーツを着ると珍しがられる。自社キャラのコスプレを会報誌やイベントなどで披露するが、衣装は会社に作らせている。キャラに似合わず怖い話が苦手で泣き上戸。
京橋に対してはまんざらでもない感情を持っていたようだが、年齢差と京橋の仕事上の未熟さを考え、一歩引く立場を取っており、京橋からのアプローチも受け流していた。しかし、周囲の京橋への後押しと、TGEでのプロポースを受ける。
仁郷梓（にごう あずさ）
京橋の先輩だが、短大卒なので年齢は下。愛称「あずさっち」。鷹丸曰く、「ぽっちゃりEカップ」。ときどき発言がシビア。
スポーツ選手を題材とした生モノ同人誌も制作しているが、普段はそのことをおくびにも出さない隠れおたくである。
水戸（みと）※名前不明
係長。通称「みとぴゅー」。広報部のまとめ役。1児の父で、娘の名前は「千鞠（ちまり）」。家庭では嫁姑間の板挟みで苦労している模様。
保間ゆかり（ほま ゆかり）
元雑誌編集者で、「エクエク」のエディターとして入社。ゲームに詳しくないゆえ、ゲームや業界を第三者的な視点で見られる、広報部の良識派。鷹丸へのツッコミ役でもあり、連載当初は鷹丸といがみ合っていた。鷹丸曰く、「人妻Cカップ」。夫婦ともに多忙で、「1つ屋根の下で2人の人間が1人暮らしをしている」ような生活を送る日々。
橘鈴生（たちばな すずお）
5巻から新人として登場。全身タイツで二六時中過ごすという自分には耐えられない生活を送る京橋に敬意を抱く。ペンネームは自分で考える前に鷹丸から一方的に「リンリン」と命名されてしまった。
タイツこそ免れたものの、配属早々に販促イベントに駆り出され、自ら設営の力仕事をする、女性ゲームキャラに扮してショーに出る、社長の暴走にかき回される等の洗礼を受けた。
藤崎の広報部転属後は二人の女王様の板挟みとなる。
福沢（ふくざわ） ※名前不明
存在感の薄い課長。笑顔の時も、目は常に笑っていない。
藤崎操（ふじさき みさお）
デザイナー、イラストレーター兼二人目の広報部の女王様。開発から転属してきた。詳細は後述。
小林（こばやし） ※名前不明
京橋が開発に転属した8年目に広報部へ配属された新人。ペンネームは「小リンリン」。京橋の噂は聞いているものの、タイツコントと社長骨折事件はデマだと思っているらしい。TGEで橘と同様の洗礼を受け、同席していた京橋に庇い切れなかったことを詫びられていた。

### 開発
開発部内はソフトごとにチームが分かれており、忙しい人間と忙しくない人間が混在している。また、喫煙室内に自動販売機が設置されているため、飲料が臭い。
小鳥遊悟（たかなし さとる）
ディレクター。身長160cm。専門学校卒で、京橋と同い年ながら、社内では4年先輩。
鷹丸曰く「小鳥ちゃん」。仕事に対する姿勢は厳しく、常に怒ったような顔をして周囲を威圧している。実家暮らしで、男は彼1人の姉と妹2人ずつの5人兄弟。普段、姉妹におもちゃにされているためか、女性が大勢集まる場は苦手。
京橋の入社当時の企画書に目を通しており、それがきっかけで京橋を開発へ誘う。
藤崎操（ふじさき みさお）
ディレクター、デザイナー。開発の女王様。鷹丸曰く「ウエストが55cmでバストも55cm」のため「55cm」と呼ばれている。小鳥遊より1年先輩。入社当初はふくよかな体型だったが、小鳥遊が入社する頃には現在の体型になっていたという。
人当たりが悪く、特に他の2人の女王様を一方的に目の敵にしており、大変仲が悪い。
ただし、鷹丸に対してはそれなりに敬意を持っているらしく寅屋曰く「ツンデレ」。
気に入っている開発部後輩の寅屋に対して、性格からか上司としての立場からか、ヒトミのように積極的な意思表示ができなかったが、後述の事情で晴れて寅屋と交際することになった。以後は性格が丸みを帯びて人当たりも若干良くなり、やがて幸せ太りなのか寅屋から貰う鹿児島産物のせいなのか、体型も入社当初のように丸くなり鷹丸曰く「太もも回り55cm」となる。
入社前から同人活動をしている。一応周囲には内緒にしていたが、"女の子企画"（後述）参加を通じて社内に数多くの腐った仲間を見つけてからは、若干オープンになっている。
6巻（7年目）にて寅屋と結婚。その際、挙式・披露宴の内容で反りが合わないなど寅屋の実家との軋轢によるストレスで体型が再び（若干バストサイズが増したことを除き）初登場時に近い状態に戻ってしまった。その後イラストレーターとして広報部へ転属となる。
寅屋（とらや）※名前不明
京橋の同期。薩摩隼人で、鹿児島弁。身長192cm。ヒトミと藤崎の2人の女王様のいがみ合いで板挟みになり、神経をすり減らすこと多々。実はそのヒトミと藤崎の2人から想われている。天然のため想われていることになかなか気付かなかったが、エクスチェンジャー男子社員とコンパニオンの合コンに鷹丸・ヒトミ・藤崎達が乱入した際にようやく気付いて以後は藤崎を意識するようになり、次のバレンタインデーにヒトミからのチョコレートを断って藤崎に告白した。
家風により幼い頃甘い菓子を食べられなかった反動か、現在は甘党で、スウィーツの手作りもこなす。藤崎との交際を始めて以後は「彼女へのプレゼント」の名目で、実家を介して堂々と鹿児島の甘いモノを送ってもらっている。
6巻で藤崎と結婚。上述のように実家と藤崎の間で軋轢があったために当初は挙式・披露宴を行なう予定がなかったが、その後挙式は行なうこととなったようである。しかし開発のマスターアップ直前に招待状を出したため、開発からの返事は殆ど無いらしい。
志村（しむら）※名前不明
京橋の同期。女性で広島弁を話す。社内での愛称は「ありちゃん」。歯に衣着せぬ発言が多く、周囲を気にしないため時として本人の前で批判を口にしてしまうこともある。特に目の前で作品を批判してしまった藤崎との折り合いはよろしくないが、志村本人は特に気にしていないようだ。
6巻で京橋と鷹丸の関係を加速させる重要な役割を担う。
寺端桜子（てらばた さくらこ）
京橋の同期。"女の子企画"の提案者。社内での愛称は「ばたちゃん」。周囲に気を使いすぎる傾向がある。同期の志村とよく一緒に行動している。
池山（いけやま）※名前不明
元広報の先輩。先代タイツ。彼の話によれば、タイツを着た人間は出世できるらしい。
宮永（みやなが）※名前不明
開発本部長。スキンヘッドに眼鏡に髭という風貌。スーツを着用。
堅物そうに見えるが、開発に転属してきた京橋をゲボ橋くんと呼んだり、社長命令として預かったタイツを手渡したり、自分が行けない腹いせに広報部へ開発の花見の乗っ取り許可を出すなど、ユーモアを携えた人物。

### 営業
ハードな部署であるため離職率が高く、毎年2桁の人数を採用しているにもかかわらず、3巻の時点で京橋の同期は既に、風貌が似た下記の2人だけ。
橋本遊馬（はしもと あすま）
里中と区別するため、人呼んで「忙しい時に忙しくなさそーにしてる眼鏡」。
里中秀磨（さとなか ひでま）
橋本と区別するため、人呼んで「忙しくない時も何か忙しそーな眼鏡」。関西弁で話す。

### 社長室
社長（氏名不明）
ワンマン社長で、年始式で挨拶もそこそこに部署対抗ゲーム大会を行なったり、TGE（後述）などのイベントでコスプレしたり、CDを発表したり、テレビCMへの出演を主張して譲らなかったり、気に入らないことがあると京橋のボーナスや手当カットを言い出すなど、全般的に行動が大人気ない。会社に関しては本人曰く「やりたいことやっていたら会社が建って小金も儲かった」らしい。人前では一見ヘラヘラして頼りなさそうだが、見ているところはしっかり見ており、業界が厳しい中で会社を支える、しっかりした一面も垣間見える。
ヒトミ・ディラン
社長室室長。社長室の女（？）王様。戸籍「以外」は女。具体的な数値は不明だが180cmを超える長身。酒癖が酷い。寅屋のことが気に入っている。藤崎からは寅屋のこともあって特に嫌われており、「毒虫」呼ばわりされている。
寅屋に失恋してからは、髪を短くし女性ホルモン注射を中断する等、以前より男性寄りの外見をとっている。
田所千花（たどころ ちか）
コンパニオンとして度々エクスチェンジャーとの仕事をしていた人物。エクスチェンジャー所在地の出身で、その縁で男子社員とコンパニオン達との合コンをセッティングしたことがある。連載6年目より地元に帰る形でエクスチェンジャーに途中入社して社長室に配属された。その年度のバレンタインデーに京橋に告白するも、脈がないと悟り身を引いた。
身を引いたあともヒトミと連れ立って京橋と鷹丸の関係に発破をかけるなど、二人を常に気にかけている。

### その他
小川ミナホ（おがわ ミナホ）
人気アイドル声優。デビュー当時からエクスチェンジャーの作品に声を当てており、イベントの際はエクスチェンジャーのブースで進行役をつとめたり、ミニライブを行ったりする。
鷹丸舞子（たかまる まいこ）
鷹丸花苗の母。娘以上に年齢不詳で当初、京橋は「姉」と誤解していた。初登場時に26歳と名乗る も、同年齢を自称する花苗にツッコまれて28歳に変更していた。6巻の7年目の正月に続柄が明かされた。既婚で子持ち だが表には出さないようにしているらしい。娘同様にスタイル抜群。花苗の弱みを握っているため、女王様である花苗も頭が上がらない人物。
鷹丸（父） ※名前不明
鷹丸花苗の父。7年目の正月に酔っ払った勢いで京橋の部屋を襲撃し、娘婿になるよう要求した。

## 用語
（株）エクスチェンジャー
社員200人弱の中堅ゲーム会社。東京から新幹線移動を要する某地方都市に本社を置く。営業など人と会う部署ではスーツ、それ以外は服装自由のため、社内はラフな雰囲気。
エクスチェンジャーエクスプレス（エクエク）
エクスチェンジャーが発行している会報誌。会報誌としては群を抜くボリュームを誇り、毎号70ページにも渡る。最終的には雑誌コードを取って市販するに至る。
星の金貨
エクスチェンジャーが製作しているRPG。シューティングに替わる同社の看板シリーズで、3作以上がリリースされている。プレイヤーキャラクターおよびそのパーティーの成員には通貨単位（エン、シリング、リラなど）の名が付いている。派生作品として落ちゲー「金貨パズル」がある。イベントで声優・コンパニオン・社員・社長らが扮するのは、専ら「星の金貨」のキャラクターである。キャラクター商品展開も行なわれている。
無敵商人トードリー
エクスチェンジャーが製作しているゲーム。4巻時点で3までリリースされている。かつてのディレクターは小鳥遊、3のディレクターは藤崎。
トーキョーゲームエキスポ
略称は「TGE」。毎年秋に行なわれるゲーム業界のイベント。エクスチェンジャーも毎年出展しており、秋になるとストーリーもこれを中心としたものになる。元ネタは「東京ゲームショウ」。
コミックフェスティバル
略称は「コミフェ」。夏と冬に行なわれる同人誌の祭典。エクスチェンジャーは「社長がコスプレしたいため」1回出展したことがある。ほかに社員数名が同人誌を頒布するため個人的に参加している。元ネタは「コミケ（コミックマーケット）」。
女の子企画
部署横断でエクスチェンジャーの女子社員（ヒトミ含む）が集まり、女性のみの手で女性向けゲームを製作・宣伝するという企画。その成果として乙女ゲー『君への翼』がリリースされた。

## コンパイルとの接点
作者は作品中で「フィクションです」と何度も強調しているが、作中の株式会社エクスチェンジャーには作者の勤めていたゲーム会社「コンパイル」を髣髴とさせる様々な共通点が存在する。
- 会社名が「エクスチェンジャー」（両替機）。コンパイル時代に作者の筆名が「両替機」だった時期がある。
- ゲボキューが着用している「下僕」と背中に書かれたラメピンクの全身タイツと、コンパイルの上下ピンクの「丁稚ジャージ」。
- 『ぷよぷよ』が売れる以前のコンパイルはシューティングがメインで主人公の入社の動機は「硬派な本格派シューティングが作りたい」だった。
- 「どのハードにも良い顔をしてゲームを作る」（開発）、「会報の厚さじゃない」充実した会報誌などは、コンパイルの特徴でもあった。

また、作中人物に、コンパイルの関係人物を元にしたと思われるものが散見される。
- ゲボキューの苗字である「京橋」は、コンパイルの本社があった住所（広島県広島市西区京橋町）と一致する。
- 社長がワンマンでCDを発表するなど、コンパイル社長だった仁井谷正充を彷彿とさせる。
- 鷹丸と京橋の関係が、作者が当時『コンパイルクラブ地下版』に描いていた漫画内の「ぴそぴそ」と「りょんりょん（作者）」の関係に酷似している。
- 水戸のペンネーム「みとぴゅー」が「きどぴゅー」をモチーフにしている可能性がある（モデルにしている人からは許可を取っているそうだ[要出典]）。
- 作中に登場する声優「小川ミナホ」の名前が、コンパイル主催のオーディションによってアルルの声優に選ばれた「小沢ミナコ」と酷似している。

単行本には『ぷよぷよ』のイラスト（グラフィック）で有名な壱、ねこにゃん、南十字星らがゲストとしてイラストを寄稿している。

## 書誌情報

### 単行本
- 佐藤両々『そこぬけRPG』 芳文社〈まんがタイムコミックス〉、全6巻
  1. 2007年3月21日発行（2007年3月6日発売[6]）、ISBN 978-4-8322-6528-8
  2. 2008年5月22日発行（2008年5月7日発売[6]）、ISBN 978-4-8322-6633-9
  3. 2009年2月22日発行（2009年2月7日発売[6]）、ISBN 978-4-8322-6713-8
  4. 2010年4月22日発行（2010年4月7日発売[6]）、ISBN 978-4-8322-6838-8
  5. 2011年5月22日発行（2011年5月7日発売[6]）、ISBN 978-4-8322-6962-0
  6. 2012年10月21日発行（2012年10月6日発売[6]）、ISBN 978-4-8322-5119-9